# Домский собор (Таллин)

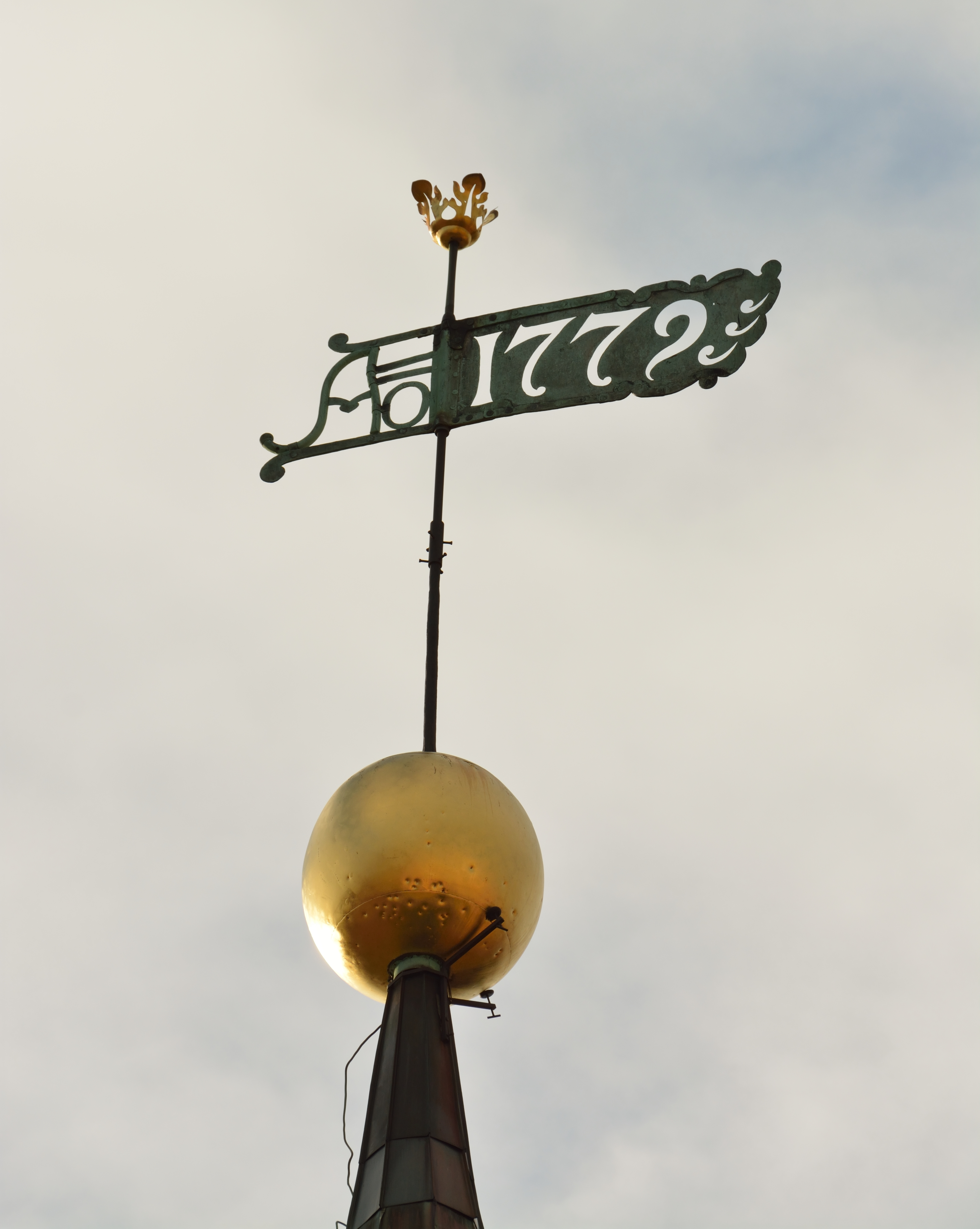

До́мский собо́р (нем. Domkirche, эст. Toomkirik — До́мская це́рковь) — лютеранский собор, расположенный в Старом городе Таллина (улица Тоом-Кооли, дом 6). Посвящён Святой Деве Марии (эст. Püha Neitsi Maarja). Внесён в Государственный регистр памятников культуры Эстонии как памятник архитектуры. Основанный датчанами в XIII веке, Домский собор является старейшим храмом Таллина и континентальной Эстонии. Современный вид собор получил в результате многочисленных перестроек. Первоначально на этом месте находилась деревянная церковь, предположительно построенная в 1219 году.
Основной объем собора возведён в стиле готической архитектуры, колокольня собора относится к эпохе барокко, а его часовни-пристройки — к более поздним архитектурным стилям. Внутри храма находятся захоронения XIII—XIX веков, а также 107 дворянских гербов и эпитафии, посвящённые известным людям того времени и относящиеся к XIII—XX векам.

## История
Впервые упоминается в 1233 году в связи с событиями, названными в жалобе папе римскому «кровавой баней», которую устроили братья воинства Христова, перебив всех датчан и сложив их трупы у алтаря церкви. Церковь была заложена в 1240 году как кафедральный собор Ревельского епископства и посвящена Деве Марии. При церкви, вероятно, уже в XIII веке была открыта школа, также получившая название «Домская», впервые упомянута в 1319 году.
Во второй половине XIII века была выполнена первая реконструкция. В XIV веке здание было перестроено в базилику. В начале XV века было завершено перекрытие нефов.
В 1561 году вследствие Реформации стала лютеранским собором. В 1684 году во время пожара была утрачена большая часть скульптурного декора и внутреннего убранства здания, а также башня над средним нефом. В 1778—1779 годах по проекту архитектора К. Л. Гейста была построена западная башня в стиле барокко.
В 1878 году был установлен современный орга́н, созданный в Берлине мастером Ф. Ладегастом.

## Архитектура
От первоначального строения сохранились лишь стены квадратных хор; о собственно церкви точных данных нет. Может быть, в последней трети XIII века была возведена её новая трёхнефная, четырёхтравейная продольная часть с контрфорсами. Широкая и короткая церковь, очевидно, планировалась как зальная. В интерьере были установлены консоли для сводов в духе цистерцианских. Одновременно были сделаны порталы. Из скульптурного декора хора сохранился замко́вый камень, апсиды, натуралистические растительные формы орнамента которого родственны декору церкви св. Екатерины в Карья. В 1-й половине XIV века продольная часть была дополнена западным эмпором (ложей) в глухой стене и, очевидно, тогда здесь были возведены четырёхгранные столбы. Своды в боковых нефах появились во 2-й половине XIV века. Центральный неф в виде базилики был перекрыт сводами только в XV веке. Формы его подпружных арок близки формам арок монастырской церкви в Падизе. В XV веке была сооружена колокольня во внешнем углу между хором и южным нефом, а также несколько капелл. Собор сильно пострадал при пожаре 1684 года, уничтожившем большую часть его каменного декора. В 1778—1779 годах в западной части здания была построена башня с барочным кивером (архитектор К. Л. Гейст).
Основная структура современного здания имеет 3 нефа, из которых центральный имеет продолжение в виде алтарной части. С западной стороны над центральным нефом находится церковная башня, выполняющая функцию колокольни. Посетители имеют возможность подняться на башню, чтобы полюбоваться панорамой простирающегося внизу города. Помимо этого, к основному корпусу имеется несколько разнопериодных пристроек.

## Интерьер

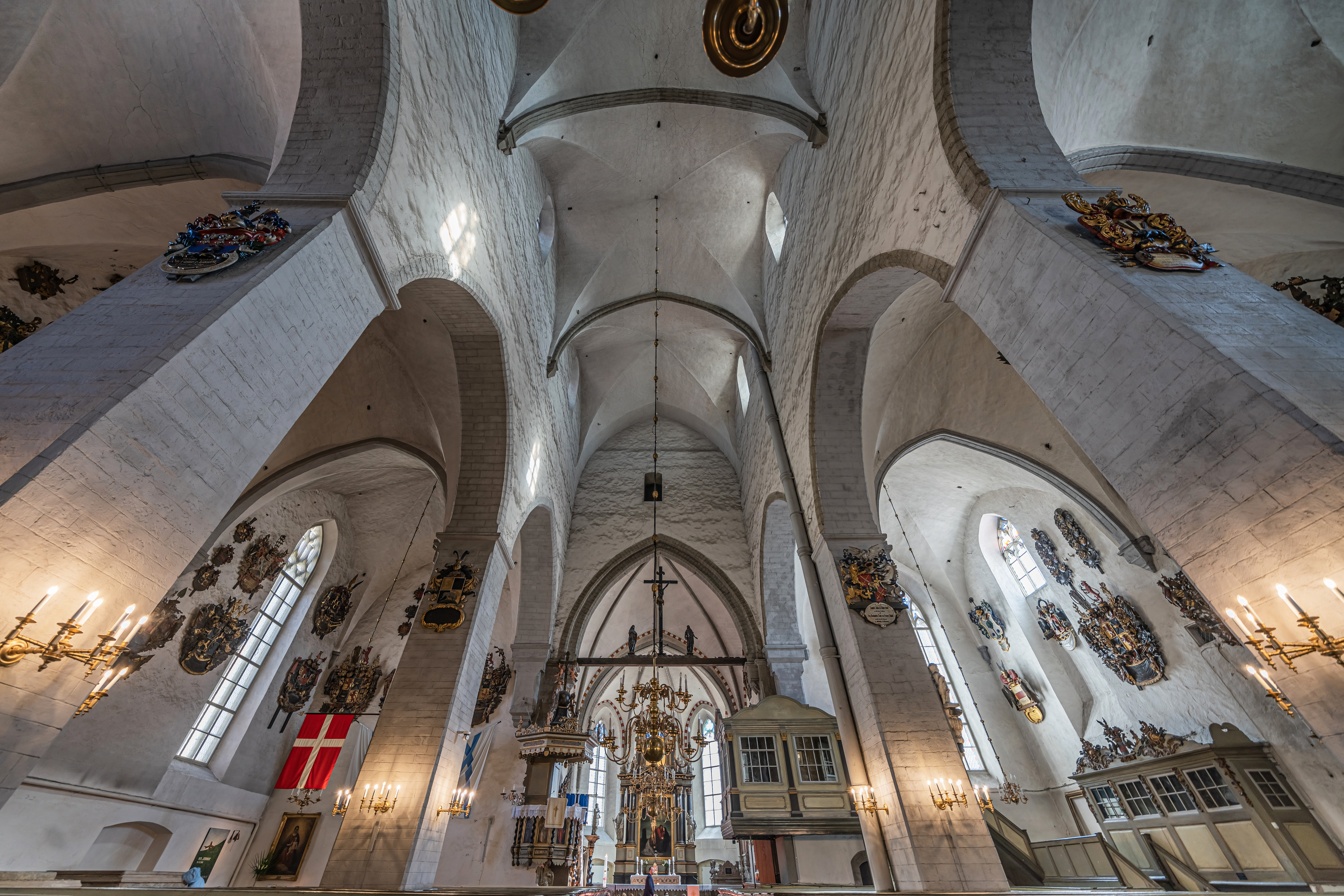
Общий вид интерьера в направлении алтаря

У южной стены в алтарной части расположено надгробие полководцу Понтусу де ла Гарди, признанное высшим достижением искусства Ренессанса в Эстонии. Оно создано в 1589—1595 годах скульптором и архитектором А. Пассером и состоит из саркофага и настенной эпитафии. Резцу этого мастера принадлежат и другие надгробия: К. фон Тизенгаузену (1599), К. Гурну (1601).
Внутри здания имеются:
- Кафедра (1686, К. Аккерман[1]), которую держит деревянная скульптура Моисея с десятью заповедями
- Аба-вуа (1730)
- Алтарь (1696, выполнил К. Аккерман[1] по чертежам Никодемуса Тессина-младшего)
- Алтарное полотно «Христос распятый» (1866, немецкий живописец Эдуард Гебхардт)
- Группа триумфальной арки с распятием Христа
- Ложа семьи Паткуль в классическом стиле (начало XVIII века, напротив кафедры)
- Ложа в стиле барокко семьи Мантейффель (XVII век, расположена в южном нефе)
- Орган на 49 регистров; был изготовлен в 1878 году мастером Фридрихом Ладегастом, перестроен и увеличен в размерах в 1913—1914 годах органостроительной фирмой Зауэра (Wilhelm Sauer) (Франкфурт-на-Одере), отреставрирован в 1998 году. Инструмент имеет 73 регистра, разделённых на 3 мануала, и педаль; является ценным образцом немецкого романтического органостроения
- Обелиск Ф. фон Тизенхаузена (1806, расположен в хоре слева от алтаря, мастер Демут-Малиновский)
- Захоронение И. Ф. Крузенштерна с супругой Юлией фон Таубе (северный неф, автор Экснер), Самуэля Греига (северный неф, каррарский мрамор, автор Джакомо Кваренги), Понтуса де ла Гарди с супругой (в хоре, справа от алтаря, автор А. Пассер)
- Надгробная плита цеха мясников Домской гильдии (под органом, 1708)
- Надгробная плита цеха сапожников Домской гильдии (под органом, 1716)
- Самая старая надгробная плита Вольдемара Сорсевера в северном нефе (1370)
- 107 гербовых эпитафий, преимущественно в стиле барокко
- Изображение Христа-дарителя («Иди ко мне»)

## Захоронения
В соборе похоронены в том числе:
- Самуил Карлович Грейг — российский флотоводец, участник Чесменского сражения
- Понтус Делагарди — шведский полководец, герой Ливонской войны
- Иван Фёдорович Крузенштерн — российский мореплаватель, под руководством которого была проведена первая русская кругосветная экспедиция

| Погребённый        | Дата            | Стиль надгробья | Скульптор                  |
| ------------------ | --------------- | --------------- | -------------------------- |
| У. Рюнинг          | 1594            | ренессанс       | Г. фон Акен                |
| П. Делагарди       | 1595            | ренессанс       | Арент Пассер и его мастера |
| К. фон Тизенхаузен | 1599            | ренессанс       | Арент Пассер и его мастера |
| К. Хорн            | 1601            | ренессанс       | Арент Пассер и его мастера |
| О. фон Юкскюлль    | 1601            | ренессанс       | Арент Пассер и его мастера |
| Р. Розенкранц      | 1623            | ренессанс       | Арент Пассер и его мастера |
| Т. Рамм            | 1632            | ренессанс       | Арент Пассер и его мастера |
| И. Хафстер         | 1676            | барокко         | Н. Милиих                  |
| Ф. фон Ферзен      | конец XVII века | барокко         | И. Г. Штоккенберг          |
| О. В. фон Ферзен   | конец XVII века | барокко         | И. Г. Штоккенберг          |
| О. Р. фон Таубе    | конец XVII века | барокко         | И. Г. Штоккенберг          |
| С. Грейг           | 1788            | классицизм      | Джакомо Кваренги           |
| И. Крузенштерн     | 1848            | псевдоготика    | И. Г. Экснер               |

С 1774 года приход совершал захоронения на кладбище Тоомкирику (ныне известно как кладбище Мыйгу).